# Nymphoides rautanenii
Nymphoides rautanenii är en vattenklöverväxtart som först beskrevs av N.E. Brown, och fick sitt nu gällande namn av A. Raynal. Nymphoides rautanenii ingår i släktet sjögullssläktet, och familjen vattenklöverväxter. Inga underarter finns listade i Catalogue of Life.